# Herbert Smith (Mineraloge)
George Frederick Herbert Smith (* 26. Mai 1872; † 20. April 1953) war ein britischer Mineraloge, der Kurator am British Museum war (später Natural History Museum London).
1897 wurde er Assistent 2. Klasse in der Abteilung Mineralogie, 1908 Assistent 1. Klasse, 1921 Assistenzsekretär und 1931 Sekretär des Museums. Kurz vor seinem Ruhestand (1937) wurde er 1935 der Leiter der Mineralogieabteilung (Keeper of Mineralogy).
Er entwickelte ein Refraktometer für Juwelliere und entdeckte das Mineral Paratacamit (1905).
Das 1972 in Chile entdeckte grüne Kupfermineral Herbertsmithtit ist nach ihm benannt.